# Subdivisions de Iaroslavl

Carte des arrondissements de Iaroslavl.

Iaroslavl, au sein de la structure administrative-territoriale de l'oblast de Iaroslavl, est une ville d'importance régionale; dans le cadre de la structure municipale, il forme la formation municipale de la ville de Iaroslavl avec le statut d'okroug urbain avec une seule localité dans sa composition et est divisé en 6 districts territoriaux (arrondissements) dont les limites coïncident avec 6 arrondissements urbains (ru) -  unités administratives-territoriales de l'oblast de Iaroslavl.
Les zones urbaines ne sont pas des municipalités. La gestion au sein de chaque arrondissement est assurée par l'administration territoriale, dirigée par le chef de l'administration.

## Arrondissements
| Non. | Arrondissement | km2   | Population Recensement 2021 | Code OKATO |
| ---- | -------------- | ----- | --------------------------- | ---------- |
| 1    | Dzerjinski     | 43.00 | 162 847                     | 78 401 362 |
| 2    | Trans-Volga    | 64.40 | 115 573                     | 78 401 364 |
| 3    | Kirovsk        | 14.07 | 49 576                      | 78 401 368 |
| 4    | Krasny Perepok | 36.40 | 61 774                      | 78 401 373 |
| 5    | Lénine         | 10.15 | 58 021                      | 78 401 380 |
| 6    | Frounzé        | 36.40 | 129 488                     | 78 401 387 |

## Histoire
Le 15 mars 1936, par résolution du plénum du conseil municipal de Iaroslavl, 3 arrondissements furent formés : de Staline, de Kirovsk et de Krasny Perepok. Le 4 décembre 1937, l'arrondissement de l'usine de caoutchouc a été séparé d'une partie du territoire de l'arrondissement de Staline, l'arrondissement de Trans-Volga d'une partie de l'arrondissement de Kirovsk et l'arrondissement de Kaganovitchski d'une partie de l'arrondissement de Krasny Perepok. Le 25 janvier 1944, l'arrondissement de Krasnoperevalski est formé dans les territoires annexés à la ville.
Le 10 août 1944, l'arrondissement de la Volga est séparé d'une partie du territoire de Kaganovitchski . Le 23 août 1948, les arrondissements de l'usine de caoutchouc, de Krasnoperevalski et de la volga ont été liquidés. Les territoires de l'usine de caoutchouc et de Krasnoperevalski ont été inclus dans l'arrondissement de Staline, le territoire de l'arrondissement de la Volga a été transféré dans l'arrondissement de Kaganovichski.
En 1953, l'arrondissement de Kaganovichski a été liquidé et le territoire a été inclus dans l'arrondissement de Krasny Perepok. Le 4 novembre 1961, l'arrondissement de Staline fut rebaptisé de Lénine. Le 21 février 1975, au détriment d'une partie du territoire de l'arrondissement de Krasny Perepok, l'arrondissement de Frounzé a été attribué. Le 29 novembre 1979, au détriment d'une partie du territoire de l'arrondissement de Lénine, l'arrondissement de Dzerjinski a été attribué.
Depuis 2015, les arrondissements Krasny Perepok et Frounzé de Iaroslavl sont gérés par une seule administration. Depuis janvier 2016, les arrondissements de Lénine et de Kirovsk sont également gouvernés par une seule administration, bien que dans chaque cas, les arrondissement subsitent en tant que tels.

## Documents externes
- (ru) Municipalité de Iaroslavl, Charte de la ville de Iaroslavl, 1995 (lire en ligne).